# Fritz Henriksson (journalist)
Fritz Henriksson, född 30 maj 1872 i Skånes Fagerhult, död 31 mars 1941 i Lidingö, var en svensk journalist.
Fritz Henriksson var 1894–1899 korrespondent för Göteborgs Handels och Sjöfartstidning och 1899–1903 korrespondent i Berlin och 1903–1919 i London, 1915–1918 som ackrediterad krigskorrespondent vid brittiska och franska högkvarteren  för Göteborgs Handels och Sjöfartstidning samt tidningar i Danmark och Norge. Han var krigskorrespondent på västfronten under första världskriget.
Fritz Henriksson blev legationsråd på utrikesdepartementet och den första chefen för den nystartade UD:s pressbyrå 1919 med uppdrag att organisera den. Han var ordförande i rundradions programråd 1924, utrikesråd 1933 och ordförande i radionämnden 1935. Han var en av initiativtagarna till Pennklubbens svenska avdelning, ordförande i Internationella pressunionen 1926 och vice ordförande där till sin död.
Fritz Henriksson var från 1899 till sin död gift med Elin Dominick (1870–1941). De är begravda på Landskrona kyrkogård.